# Českobrodská (Praha)
Českobrodská ulice s délkou asi 10,55 km patří mezi nejdelší v Praze, spojuje křižovatku ulic Učňovská, Spojovací, Hartigova a Pod Lipami se Starokolínskou a prochází sedmi městskými částmi:
- Žižkov – prvních 300 metrů od křižovatky ulic Hartigova, Spojovací a Učňovská tvoří hranici s částí Hrdlořezy,
- Hrdlořezy – po most přes železniční trať u ulice Jahodnická,
- Hloubětín – po křižovatku s ulicemi Průmyslová a Rožmberská,
- Kyje – po ulici Baštýrská,
- Hostavice – po křižovatku s ulicí Lomnická plus asi 100 metrů,
- Dolní Počernice – po křížení s Pražským okruhem; od ulice K Horním Počernicím tvoří hranici s Běchovicemi,
- Běchovice – až k hranici městské části, v Újezdě nad Lesy pokračuje jako Starokolínská.

## Historie a názvy
Ulice vznikla z původní cesty z Prahy do Českého Brodu a v současné síti pražských pozemních komunikací je součást tzv. Českobrodské radiály. Název Českobrodská dostala v roce 1931, ale východní úseky ulice se připojovaly postupně s rozšiřováním Prahy a změnami jejich původních názvů. V době nacistické okupace v letech 1940–1945 se německy nazývala Böhmisch-Broder Straße.
Od křižovatky s Pražským okruhem po ulici vede silnice I/12; tento úsek je přetížen a od roku 2015 probíhá jeho rekonstrukce.

## Budovy, firmy a instituce
- Úřad městské části Praha-Běchovice, Českobrodská 3[6]
- Hyundai centrum Praha, Českobrodská 42[7]
- Hrdlořezský hřbitov, v katastrální území Hloubětín
- pobočka Uloženky, Českobrodská 920[8]

### Bývalé instituce
- Akcíz – Českobrodská 248/50